# Mercedes-Benz C216
Mercedes-Benz C216 – кодове позначення купе CL-класу третього покоління німецької марки Mercedes-Benz, що випускався з вересня 2006 по грудень 2013 року.

## Опис

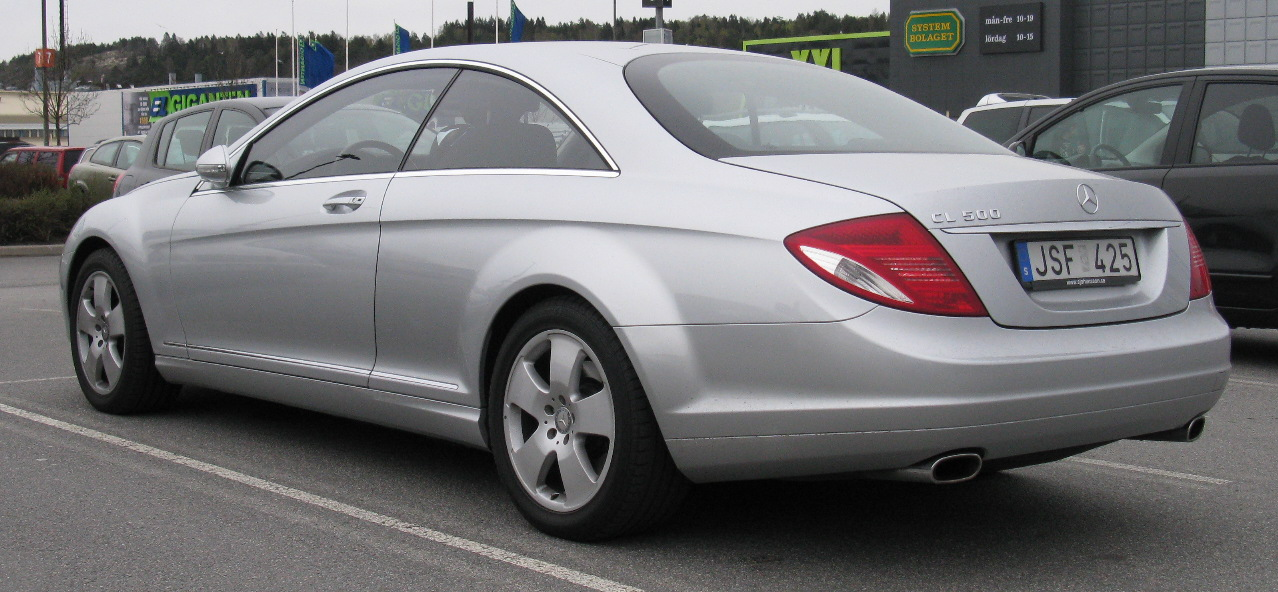
Mercedes-Benz CL500 (2006-2010)

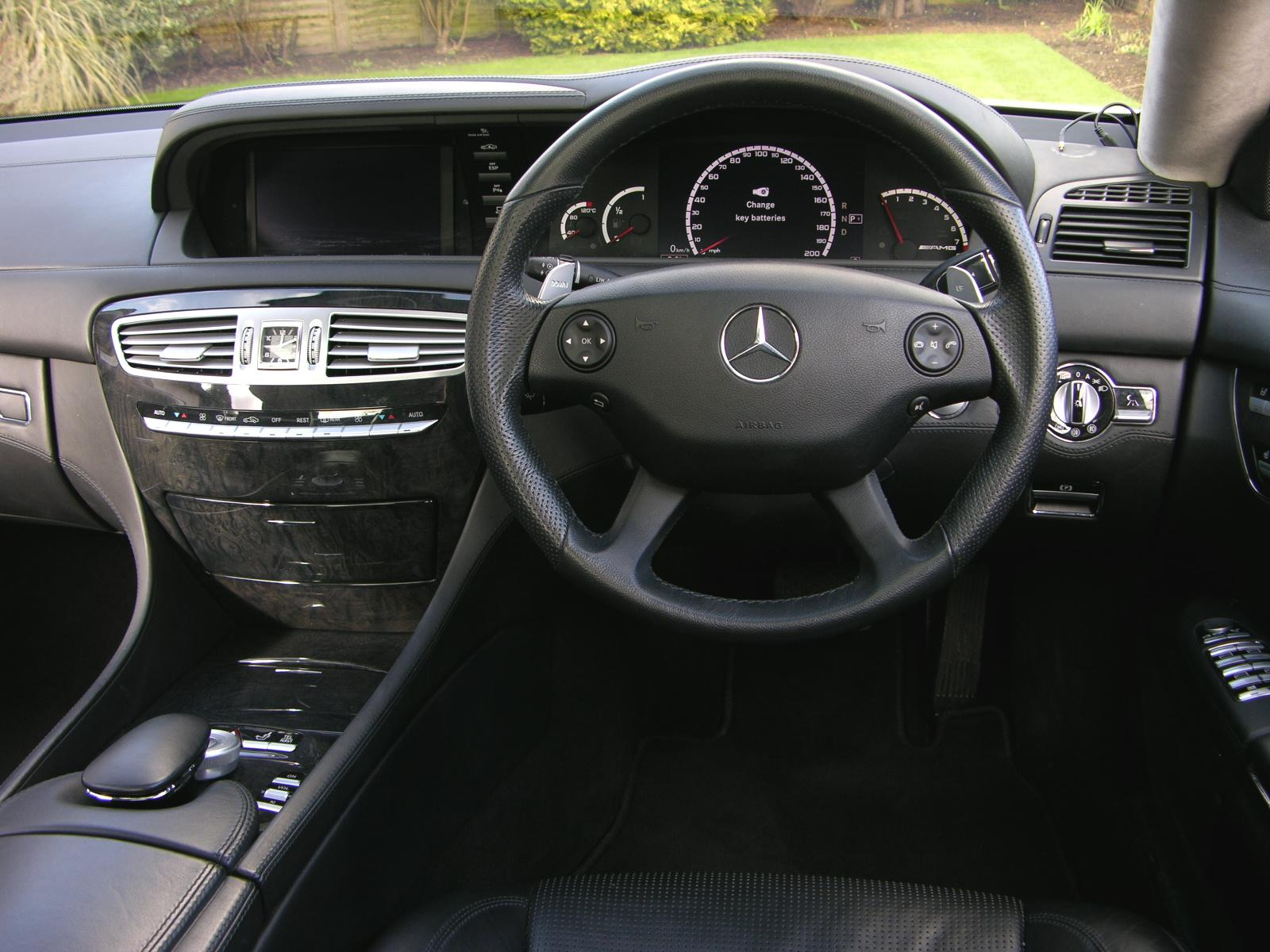

Дизайн нового автомобіля ще більше розійшовся з сім'єю S-класу W221, зовні деякі елементи були запозичені з історії, наприклад в рисах решітки радіатора можна побачити вплив C126-го. Модельний ряд майже однаковий з C215-м: CL500 (CL550 в США), CL600 і CL65 AMG, крім CL55 AMG який замінила модель CL63 AMG.
У 2010 році автомобіль зазнав рестайлінгу. Помінялася форма бамперів, ґрат радіатора, у фарах з'явилися світлодіоди, задні фари стали повністю червоними, а ліхтарі заднього ходу розташувалися з боків від номерного знака. Атмосферний V8 об'ємом 5,5 літра від CL 500 поступився місцем новому 4,6-літровому агрегату з подвійним турбонаддувом, що розвиває 435 к.с. і 700 Нм.

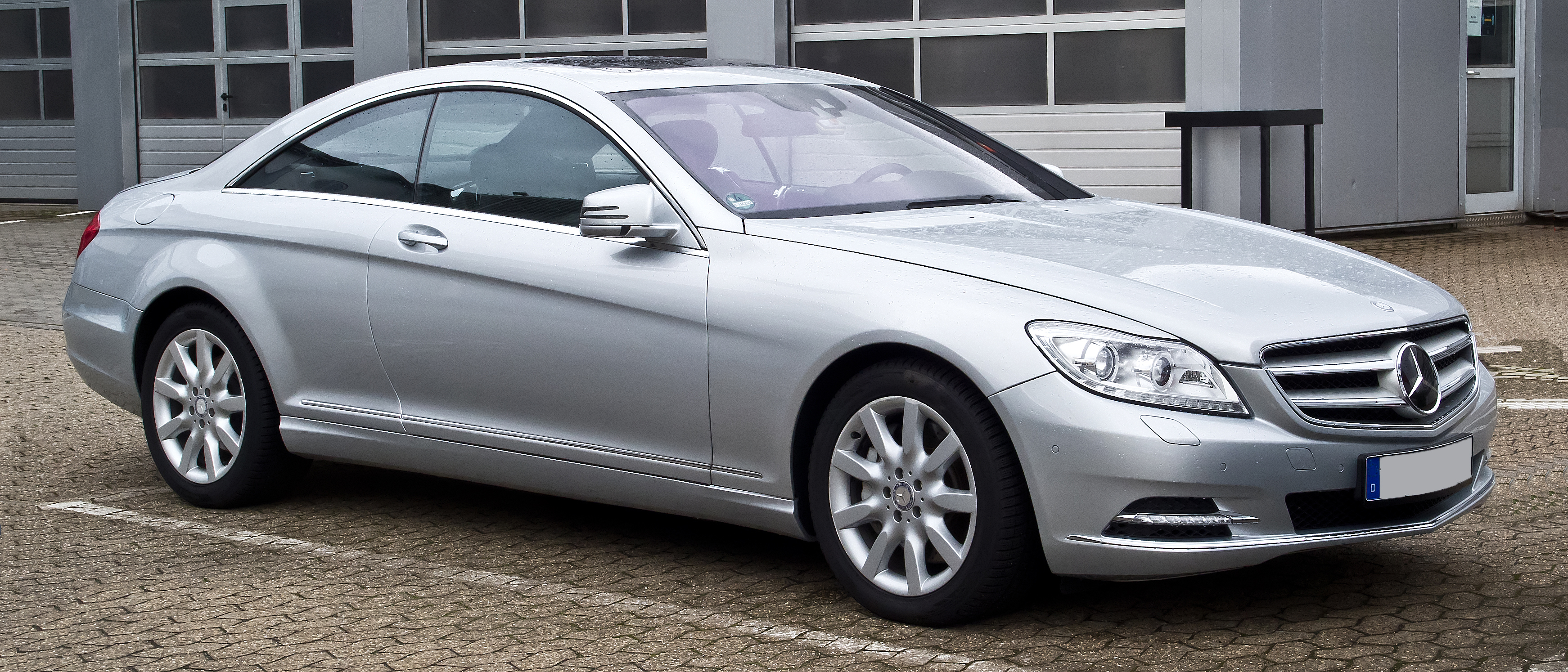
Mercedes Benz CL500 (2010-2013)
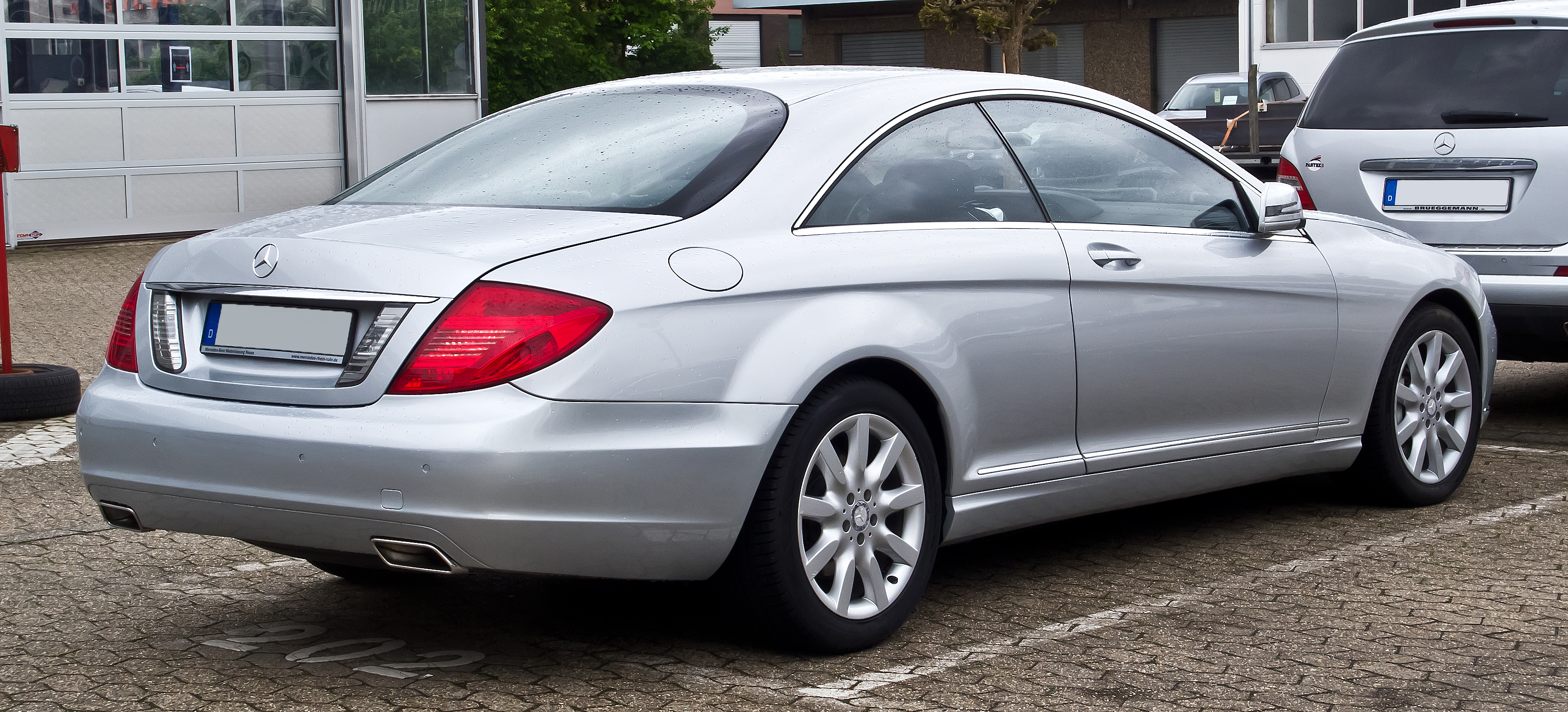
Mercedes Benz CL500 (2010-2013)
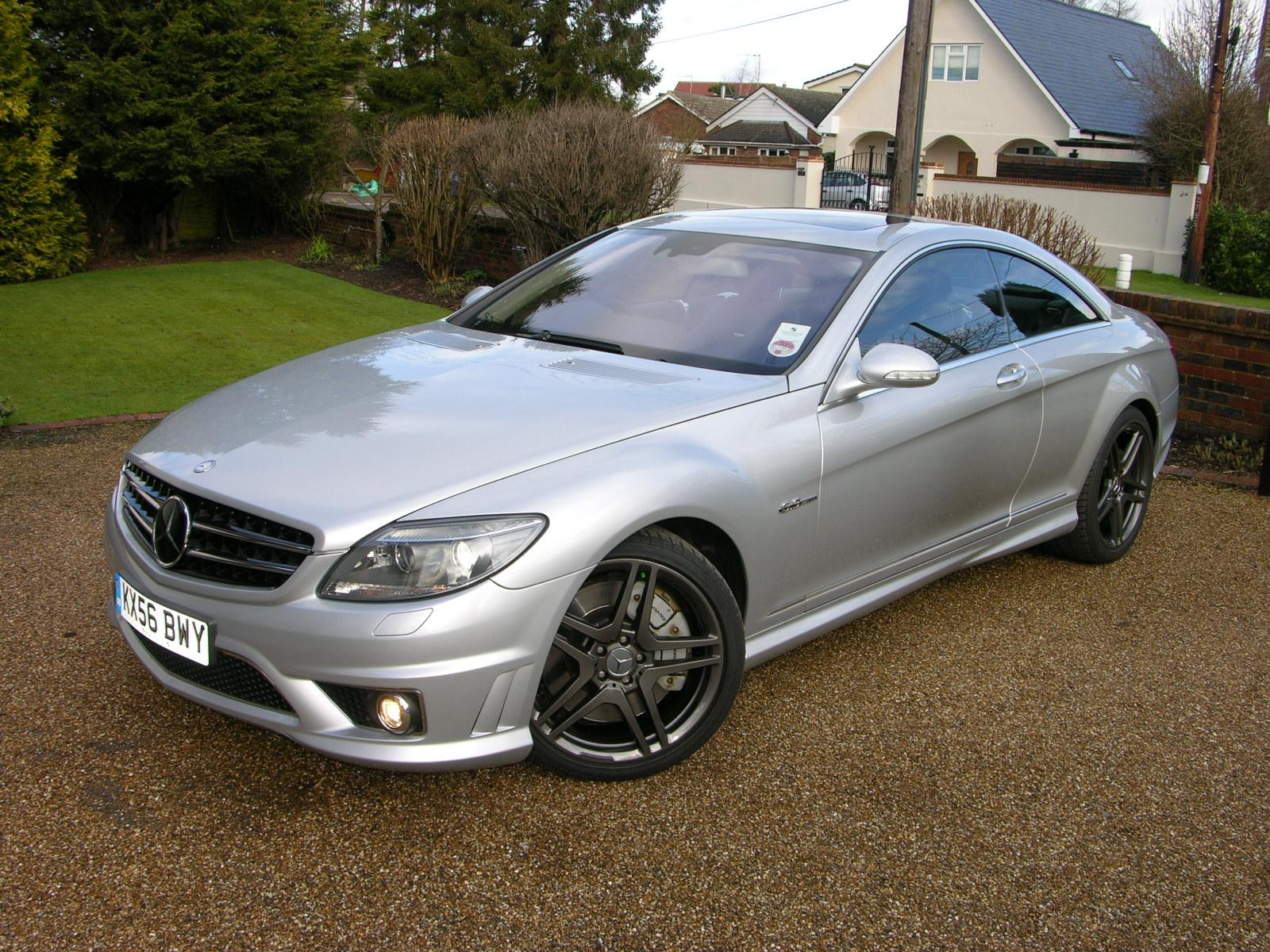
Mercedes-Benz CL63 AMG

## Двигуни
- 4.7 L V8 twin-turbo
- 5.5 L V8
- 5.5 L V8 twin-turbo
- 6.2 L V8
- 5.5 L V12 twin-turbo
- 6.0 L V12 twin-turbo